# 刻布壬尼亚区

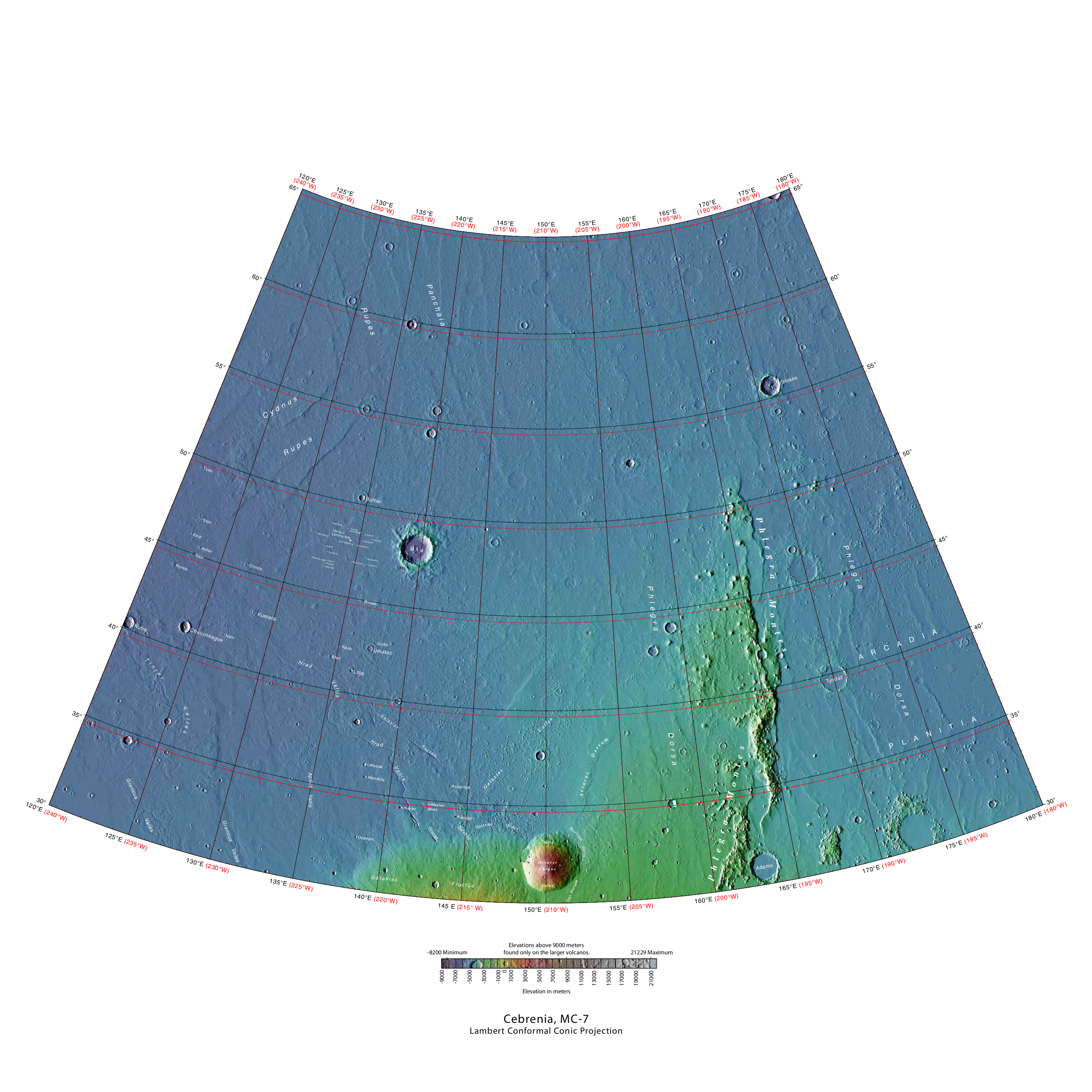
刻布壬尼亚区

刻布壬尼亚区是美国地质调查局太空地质学研究计划（Astrogeology Research Program）对火星表面划分的30个区域之一，编号为MC-7。刻布壬尼亚区位于火星东半球的东北部，覆盖了火星东经120°至180°（西经180°至240°）、北纬30°至65°的区域。该区域使用1:5,000,000比例尺的朗伯等角圆锥投影。
刻布壬尼亚区的南北边界分别为大约3,065公里与1,500公里宽，南北距离则为约2,050公里。覆盖范围约为490万平方公里，约占火星表面积的3%以上。